# Torre colombaia

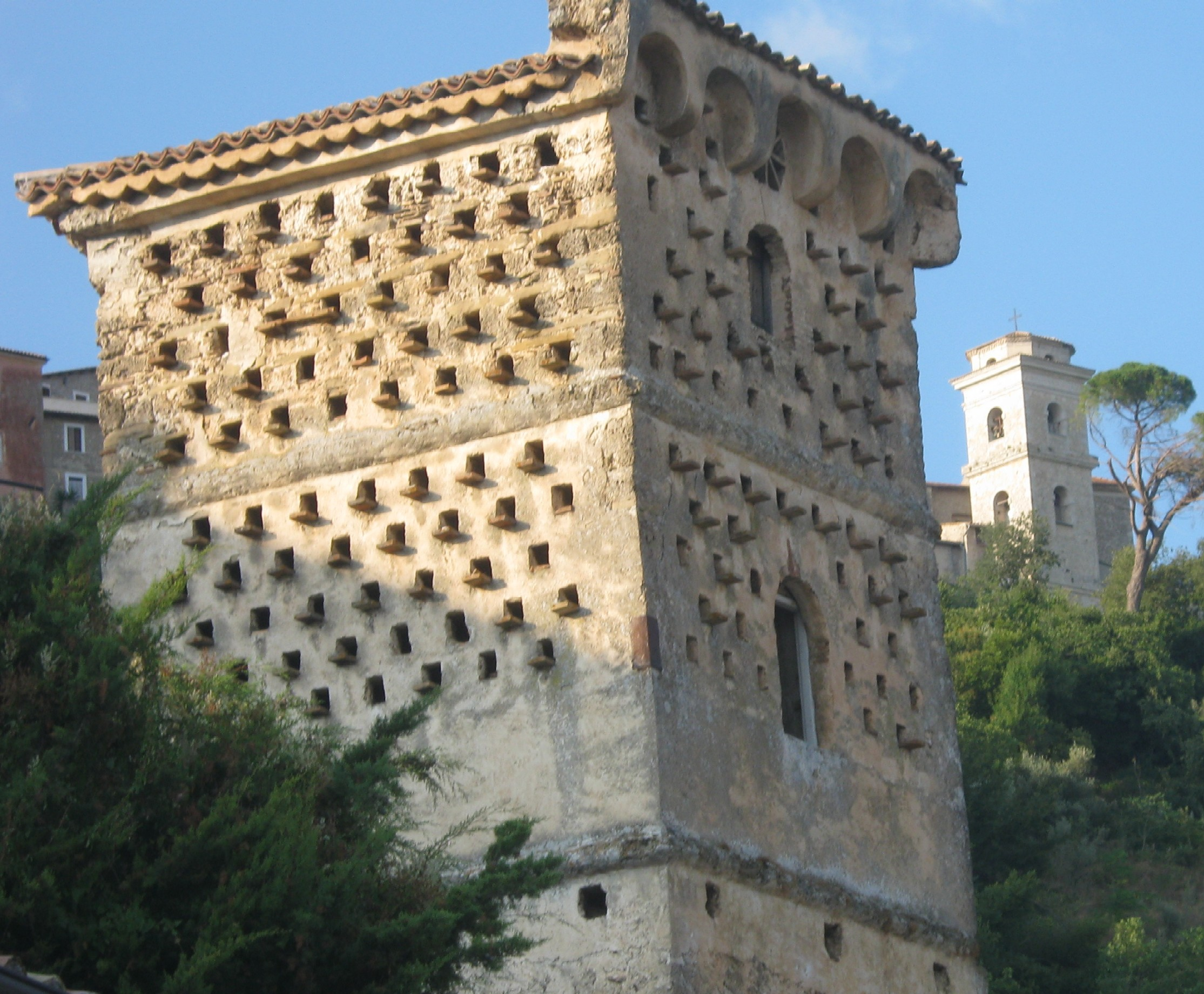
Esempio di torre colombaia quadrangolare, con feritoie decorate e mensole sporgenti, ad Alvito, in provincia di Frosinone.

La torre colombaia è una forma architettonica, utilizzata in diverse epoche per l'allevamento dei colombi.

## Storia
La torre colombaia è una costruzione tipica del paesaggio rurale fin dal medioevo, legata in particolare ai regimi feudali, che si servivano dell'allevamento dei columbidi per diversi scopi, quali l'agricoltura e in particolare la concimazione dei terreni, la caccia, l'alimentazione o per fini di protezione. Il privilegio di tenere colombi costituiva del resto un esplicito diritto dei feudatari, come è stato documentato fin nel XIV secolo in Lombardia e in Emilia, e che, tuttavia, si differenziava per aree e per prestigio sociale, com'era ad esempio precisato dalla legislazione in Francia. Successivamente, ai predetti scopi se ne aggiunsero di altri, come l'utilizzo militare, per le comunicazioni, o per il tiro al piccione in ambito sportivo.

## Architettura

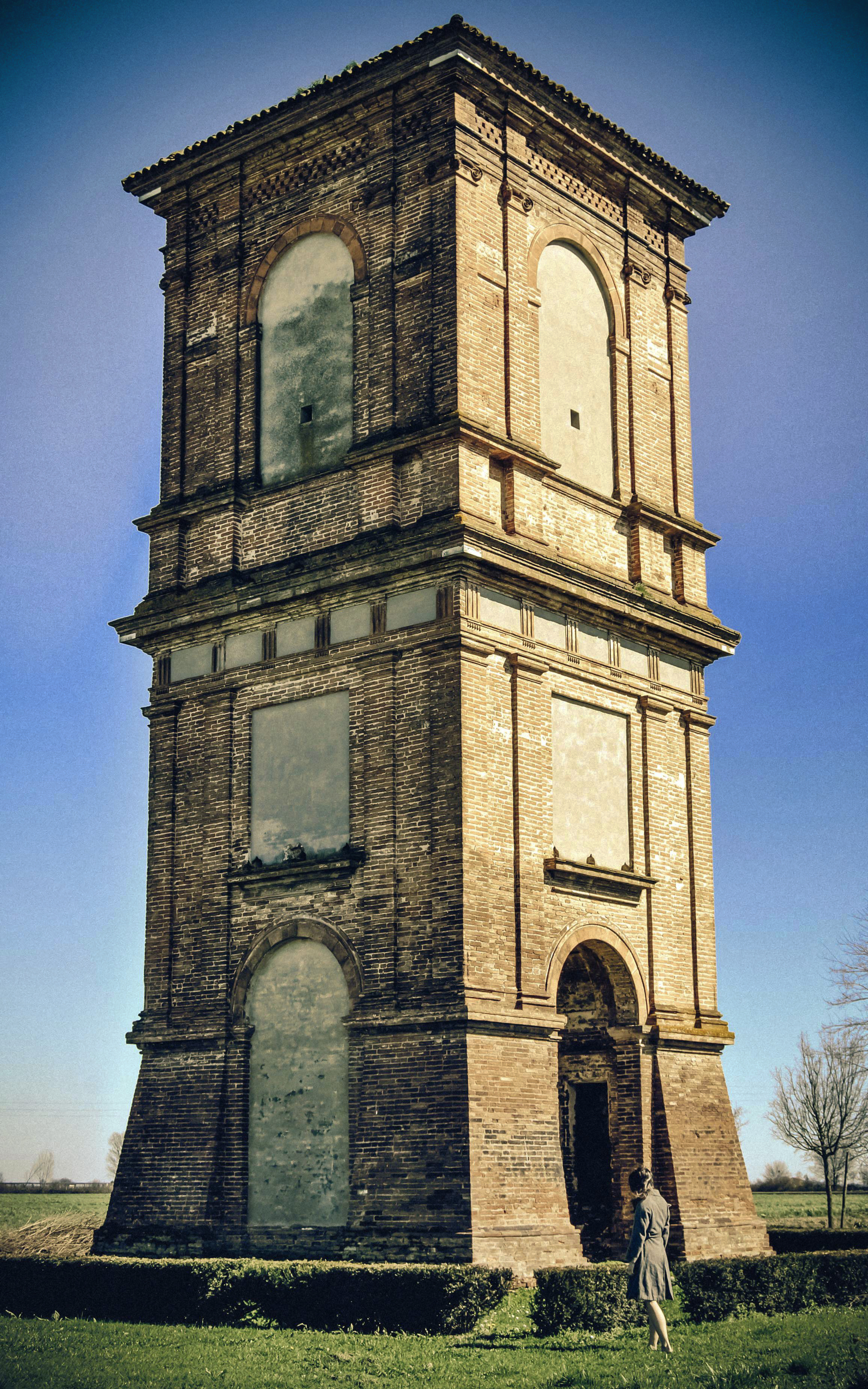
Torre colombaia, Delizia del Verginese, Gambulaga (Fe)

Nella maggior parte dei casi tali torri avevano forma circolare, ma potevano anche essere di forma quadrangolare. All'interno si trovavano le cellette che ospitavano i volatili per il loro allevamento. Spesso tali torri avevano la doppia funzione di torre colombaia e di torre d'avvistamento; ad ogni modo esse non avevano alcuna funzione difensiva attiva, data la loro inadeguatezza a tale compito, e potevano solamente essere d'aiuto per intimorire il nemico in arrivo, incapace di distinguere, per via della distanza, la reale natura della torre. Va tuttavia osservato che Pietro de' Crescenzi nel trattato Ruralium Commodorum libri XII (scritto tra il 1304 ed il 1309) consigliava, per meglio difendere un podere dai briganti, di dotarlo di una piccola torre e, negli stessi anni, gran parte delle aziende agricole del territorio pavese erano dotate di piccole torri provviste, all'ultimo piano, di colombaia. Se quindi tali strutture potevano rivelarsi inefficaci contro grossi corpi di uomini armati, avevano sicuramente maggiore fortuna, come fortificazioni di rifugio, contro attacchi di briganti o di piccole bande di saccheggiatori.
Diffuse in tutto il mondo, se ne trovano alcune di particolare pregio architettonico, come ad esempio quella della delizia del Verginese, in provincia di Ferrara.

## Galleria d'immagini

### Esempi esteri

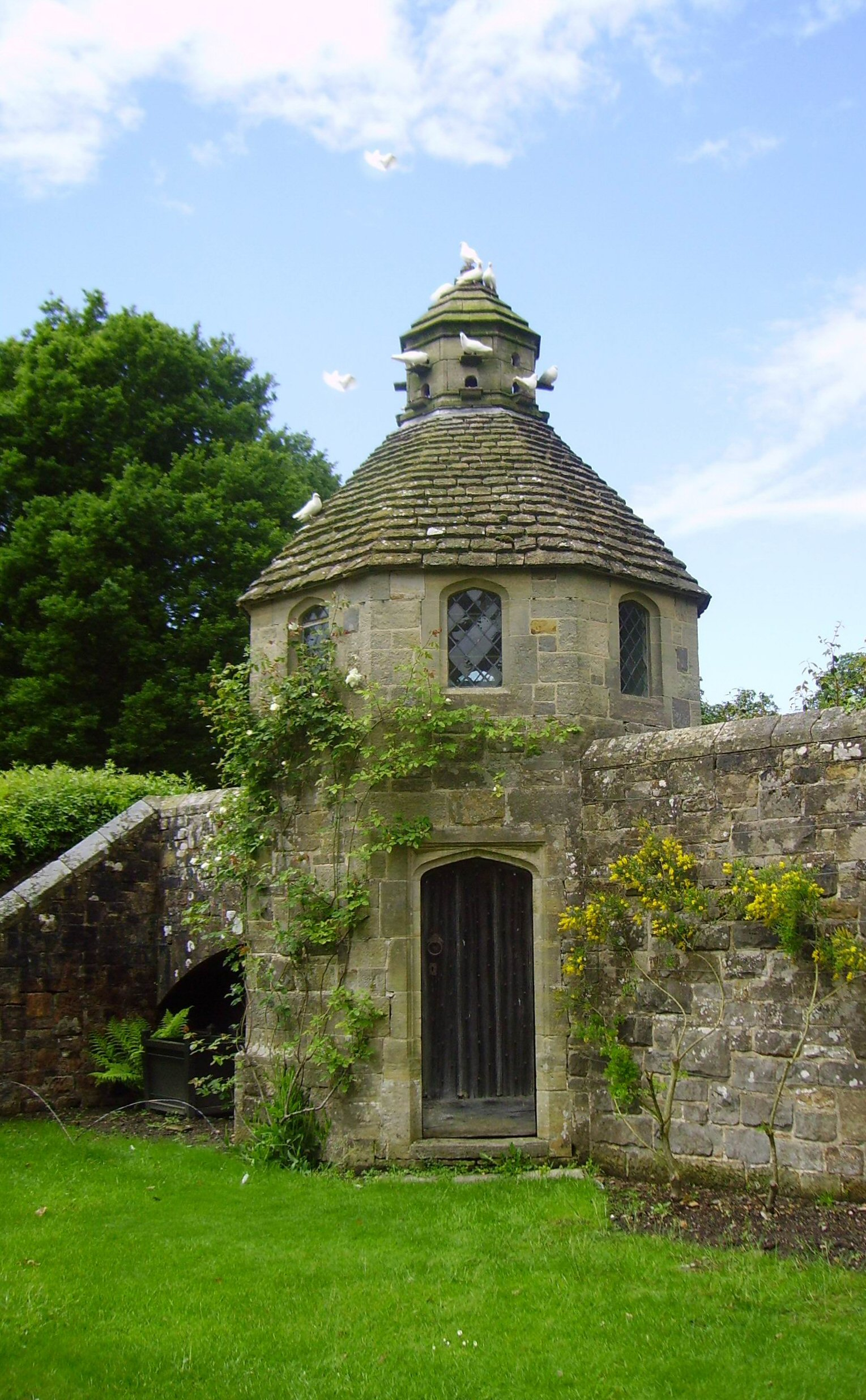
Torre colombaia di Nymans Gardens, in West Sussex, Inghilterra.
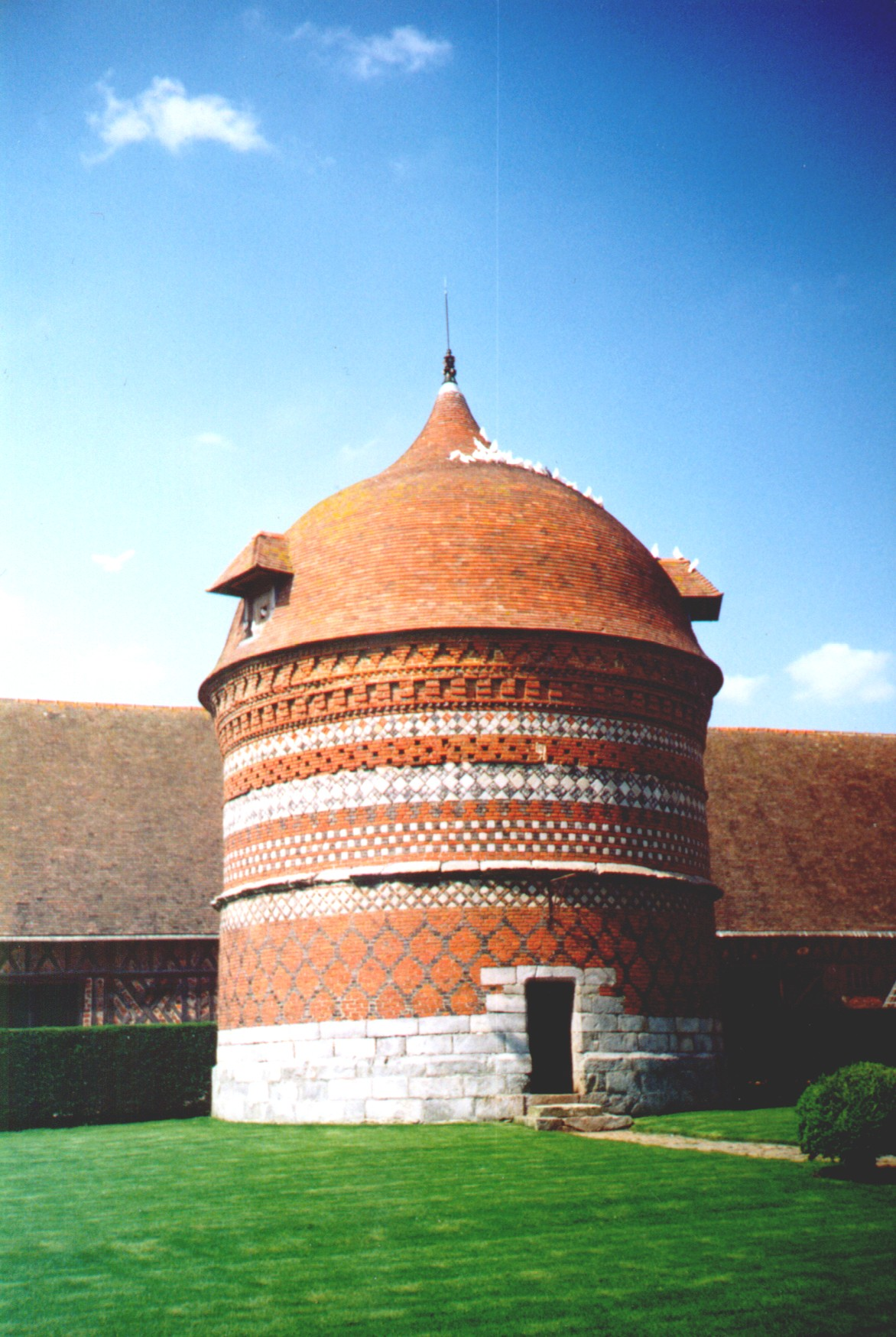
Torre colombaia di Manoir d'Ango, a Varengeville-sur-Mer, Francia.
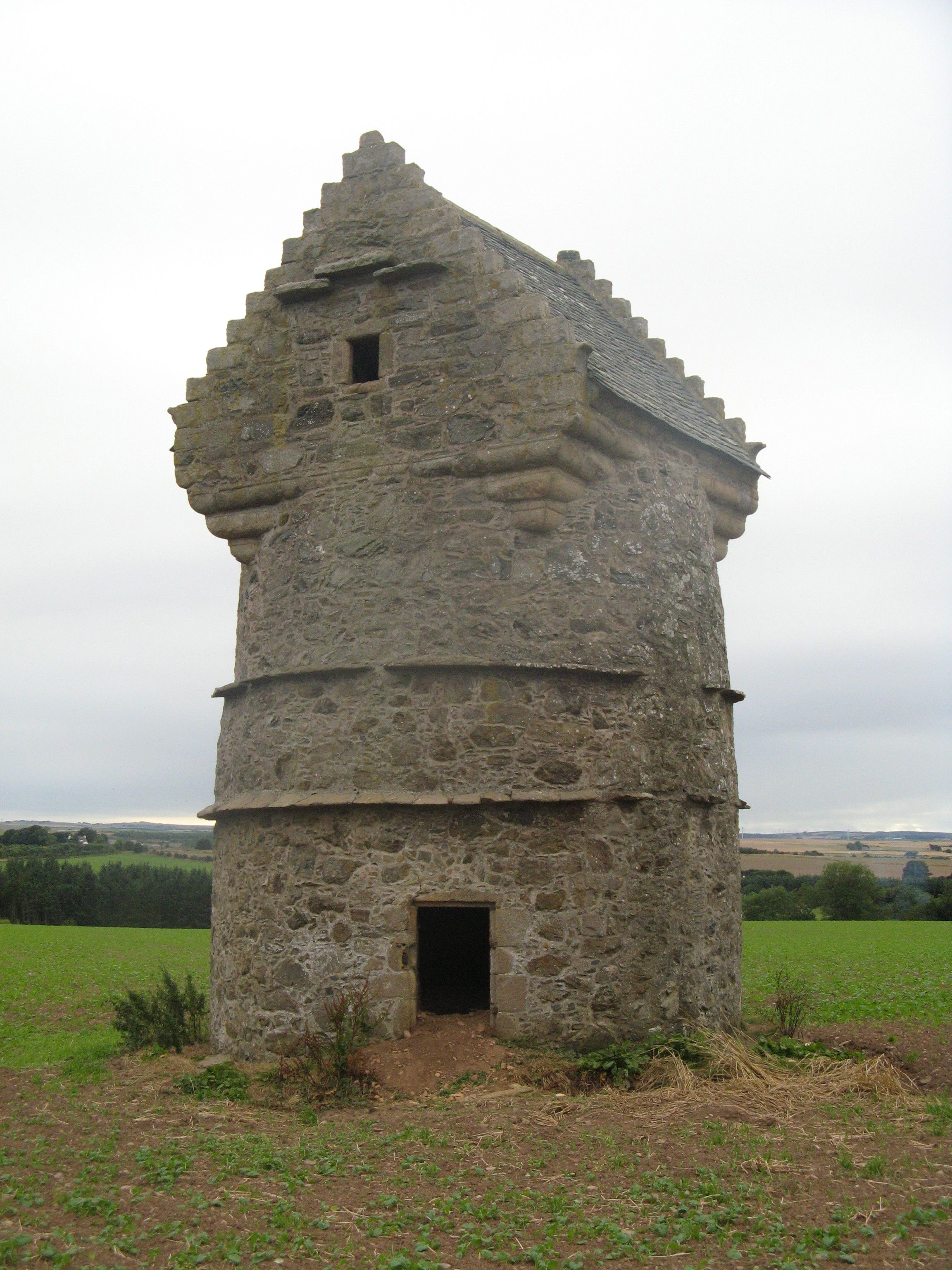
Torre colombaia di Auchmacoy, in Aberdeenshire, Scozia.
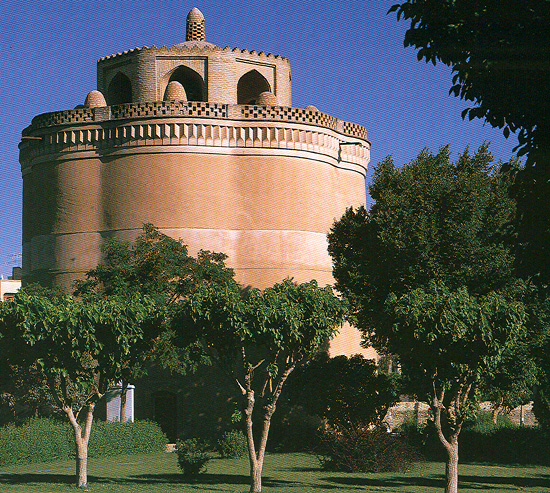
Torre colombaia di Esfahan, Iran.
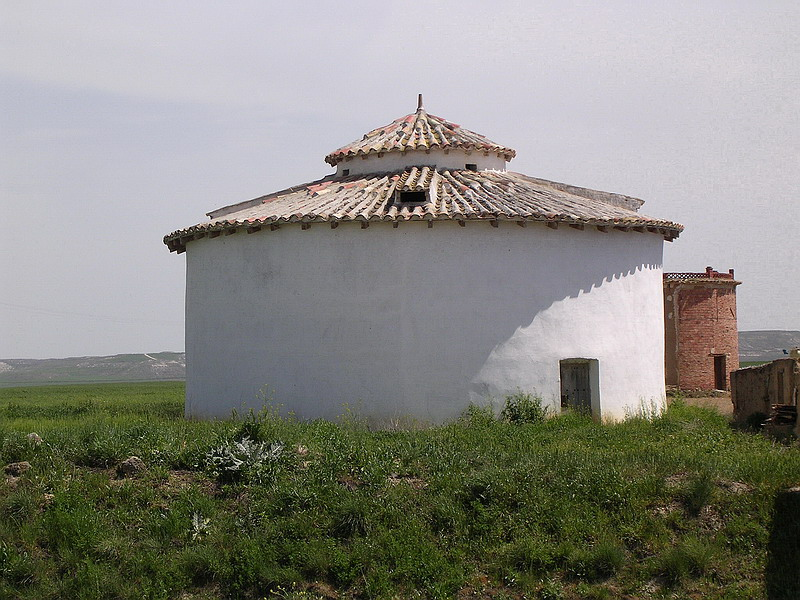
Torre colombaia di Tierra de Campos, Spagna.
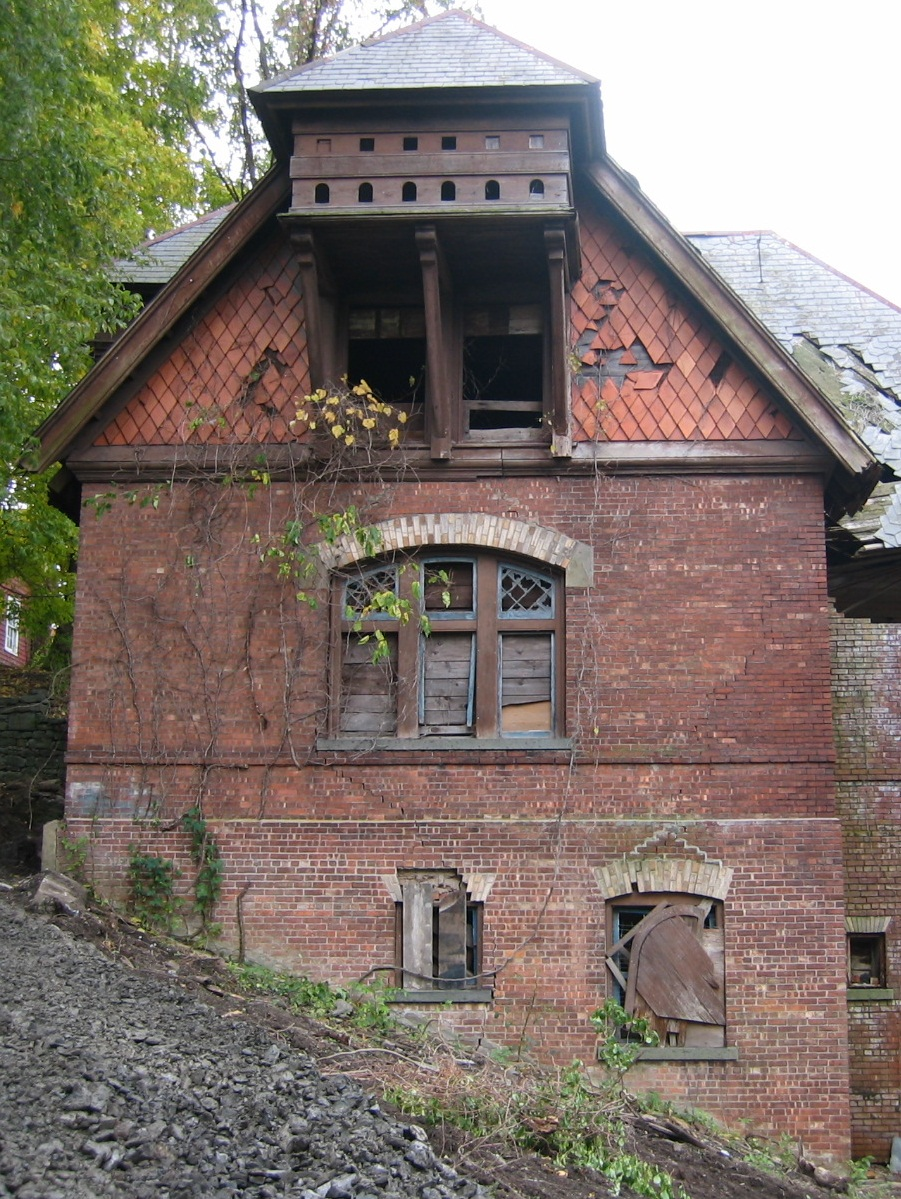
Torre colombaia di Saugerties, nella Contea di Ulster, Usa.
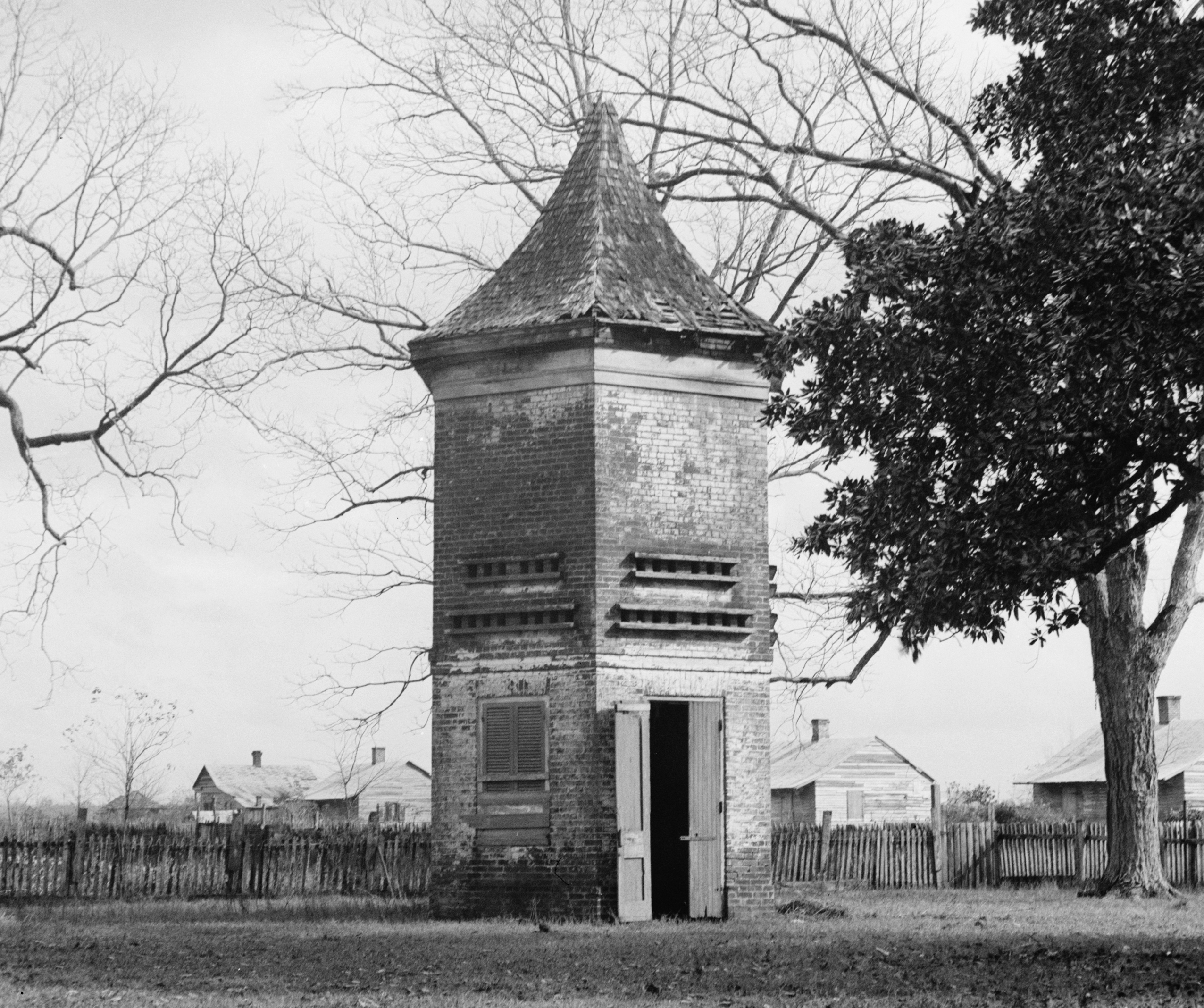
Torre colombaia di Convent, in Louisiana, Usa.

### Esempi italiani

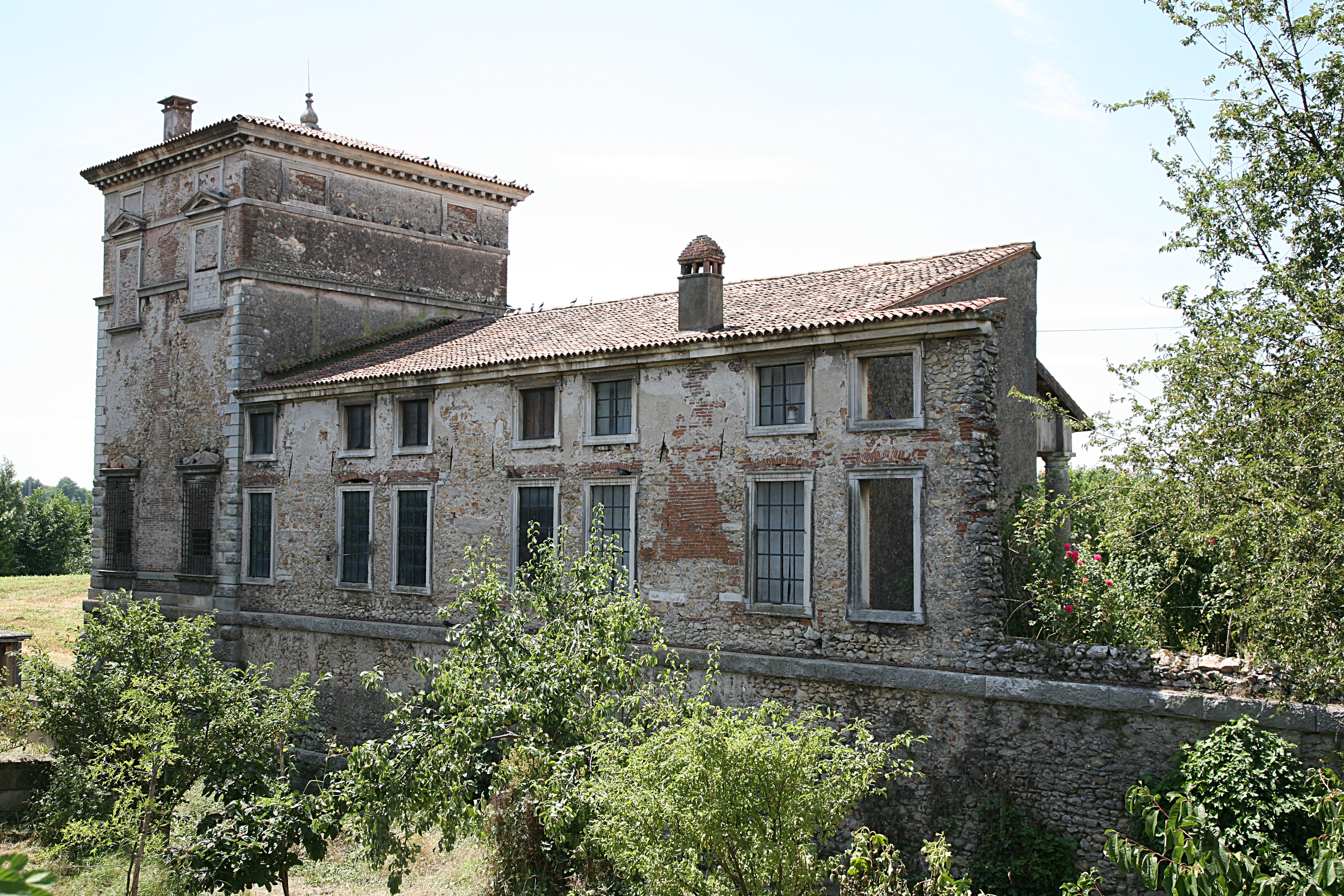
Esempio di villa palladiana con colombaia: Villa Trissino, a Meledo di Sarego
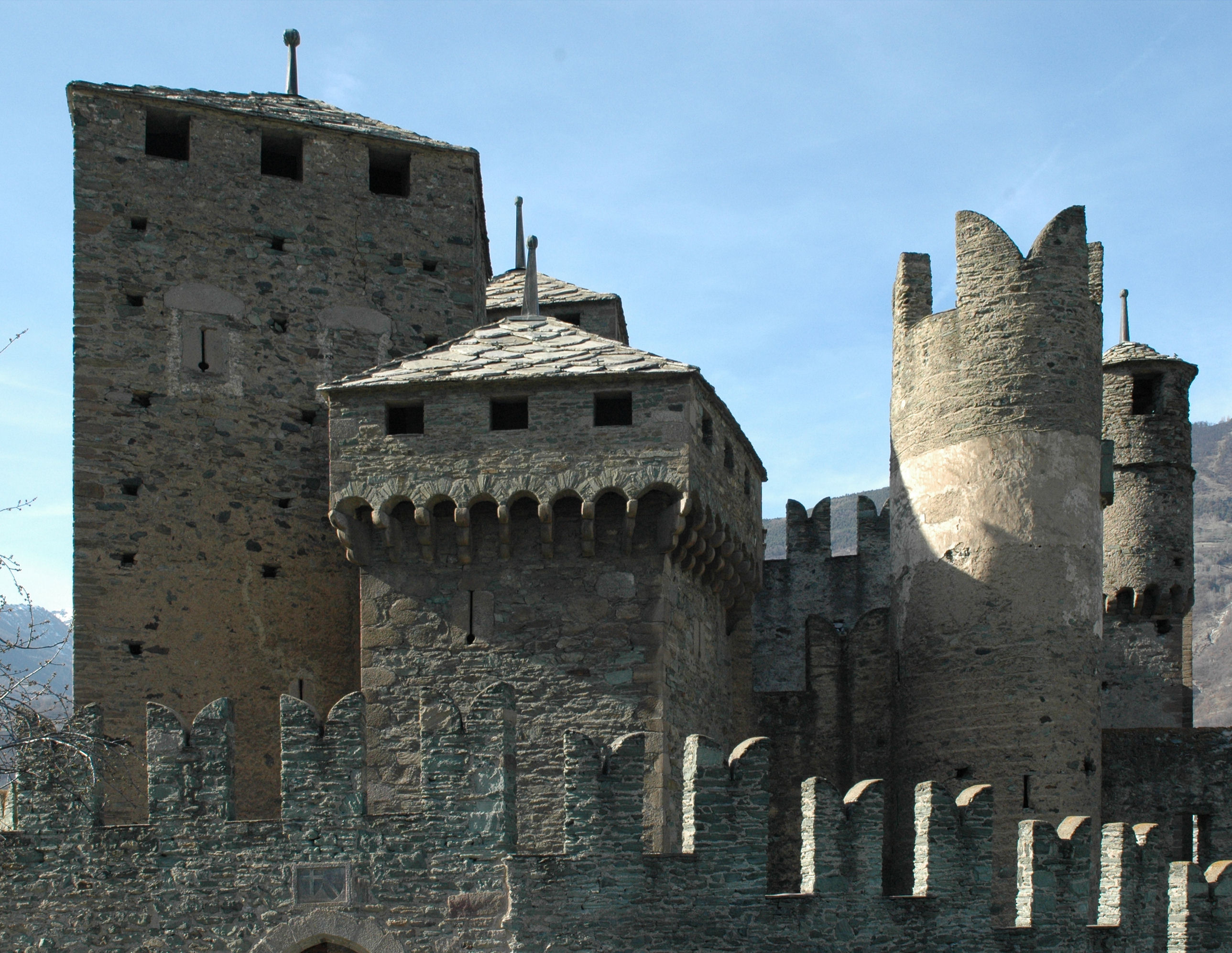
Esempio di castello con colombaia circolare (a dx): Castello di Fénis, nell'omonimo comune
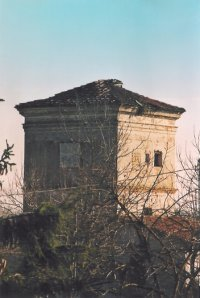
Esempio di colombaia associata ad edifici religiosi: la Colombara di Polverara
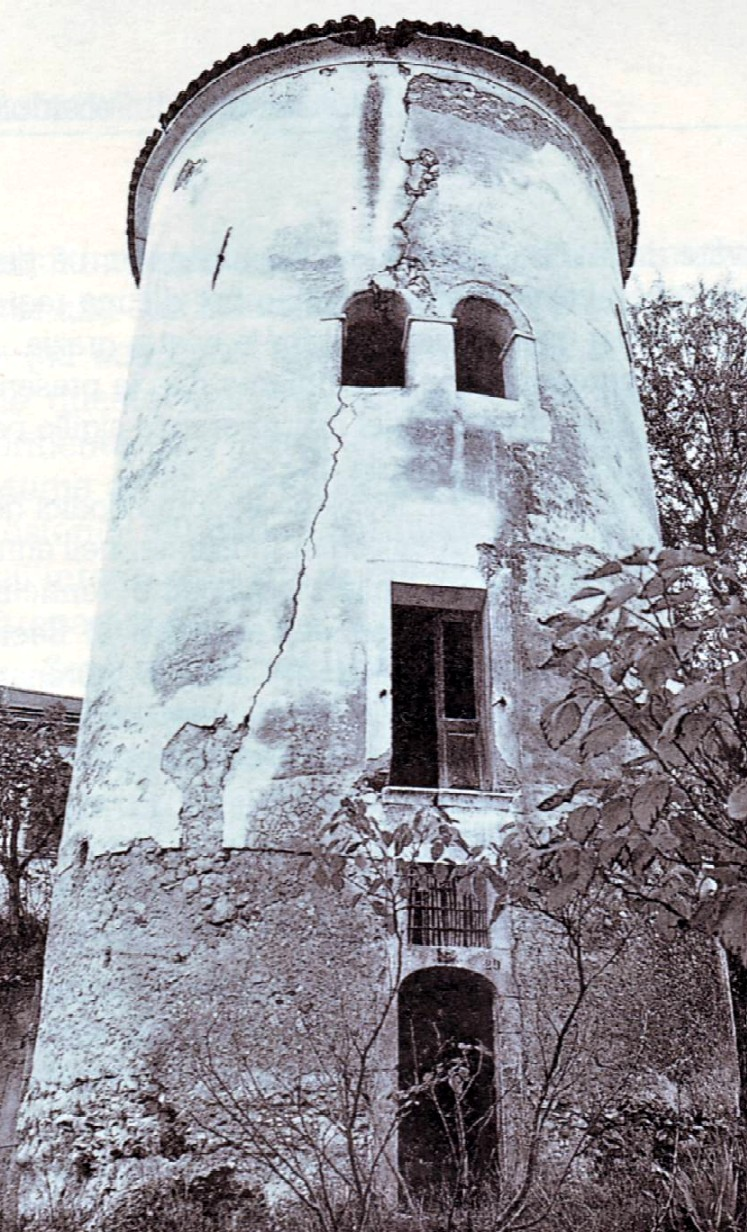
Esempio di colombaia per comunicazioni: la Torre Palombara di Alvito
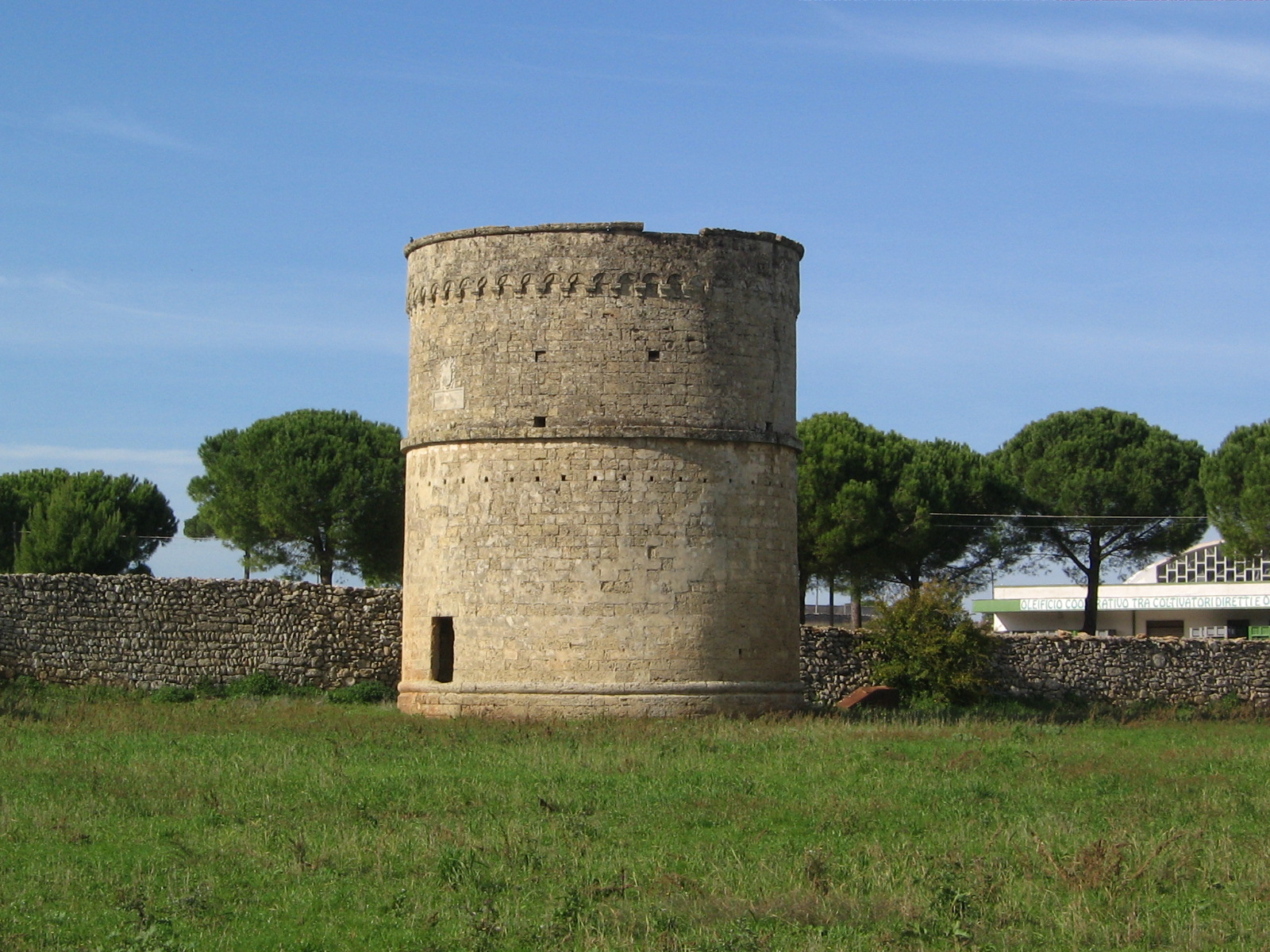
Esempio di colombaia presso il Complesso storico di Celsorizzo, ad Acquarica del Capo
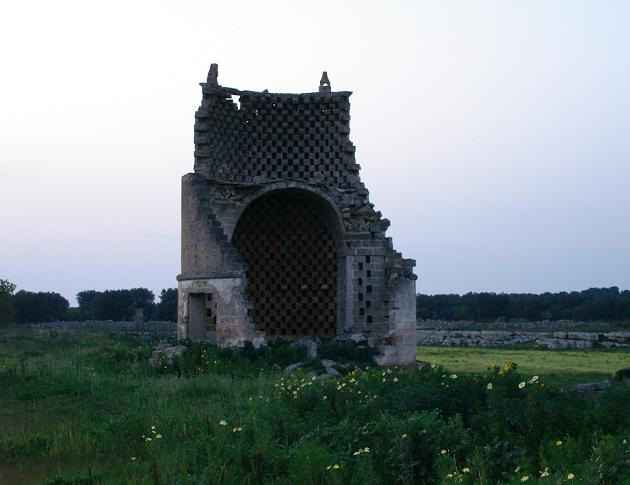
Ruderi esemplificativi di colombaia nell'Italia meridionale, ad Oria.
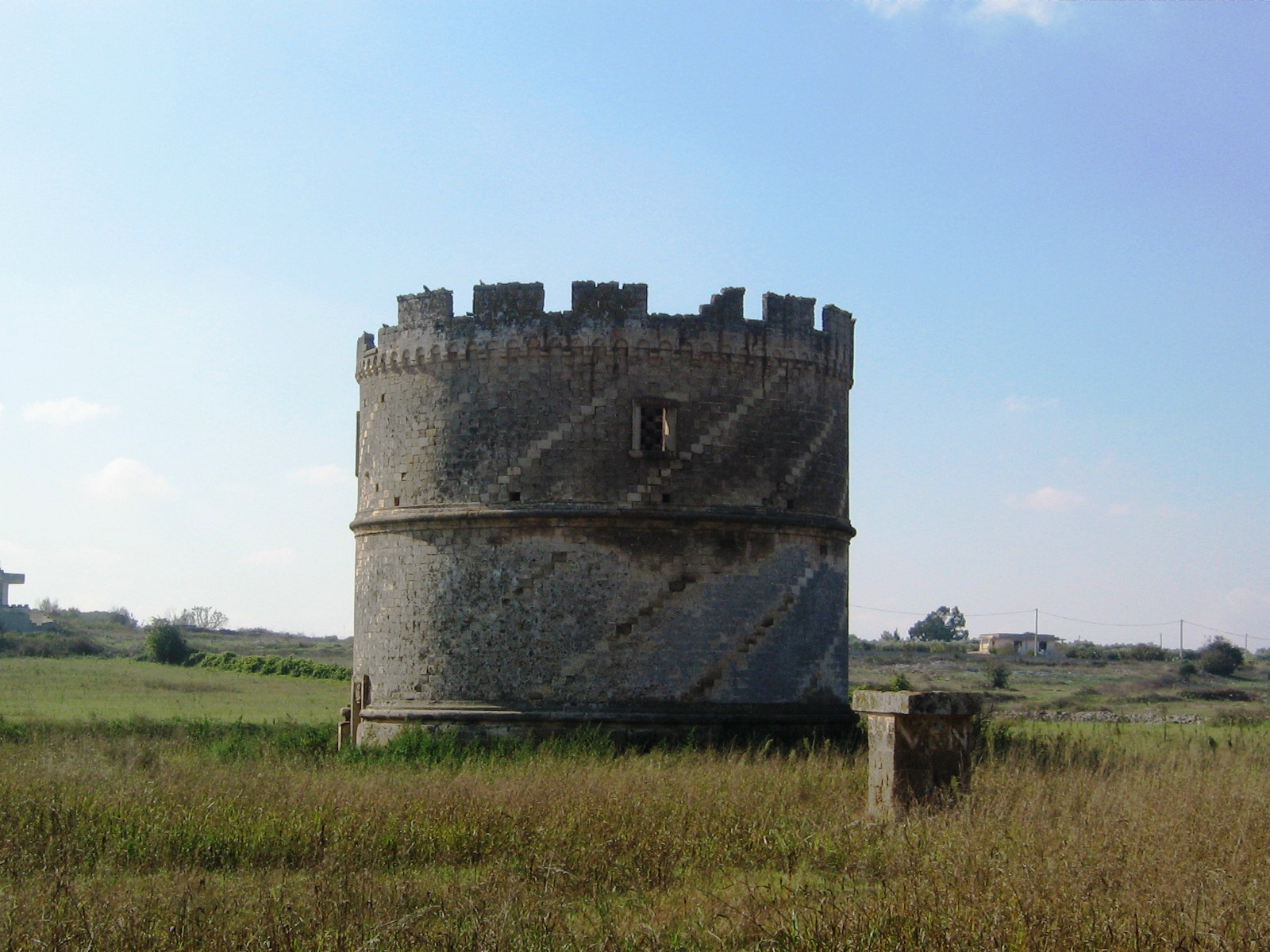
Esempio di colombaia salentina: una delle tre torri a Carpignano Salentino.
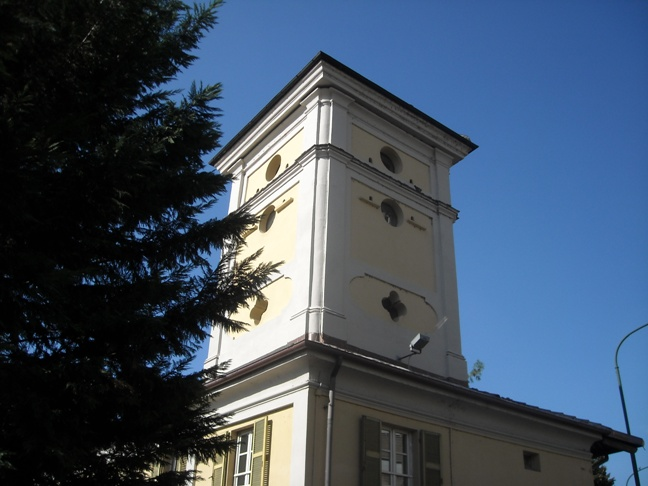
La torre colombaria della Cascina Giajone, nella Città Giardino di Mirafiori Nord (Torino)